# Barázdásfogú delfin
A barázdásfogú delfin (Steno bredanensis) az emlősök (Mammalia) osztályának párosujjú patások (Artiodactyla) rendjébe, ezen belül a delfinfélék (Delphinidae) családjába tartozó faj.
Nemének az egyetlen faja.

## Neve és rendszertani besorolása
Ezt az állatot legelőször 1823-ban Georges Cuvier francia zoológus, geológus, az összehasonlító anatómia megalapítója írta le. A Steno megnevezés a görög nyelvből származik és „keskenyt” jelent, a cet keskeny „orrára” utalva. A fajnevét, azaz a bredanensis-t Jacob Gijsbertus Samuël van Breda holland biológusról és geológusról kapta. Korábban a Stenella-fajok is a Steno-ba tartoztak, azonban később át lettek helyezve, így a Steno cetnem egyetlen fajaként maradt meg. Ez idáig nincs elismert alfaja.

## Előfordulása
A barázdásfogú delfin mindhárom óceán trópusi és szubtrópusi részein előfordul. A Földközi-tengerben is megtalálható. Korábban úgy vélték, hogy ebben a tengerben található állatok az atlanti-óceáni vendégek, azonban újabban eme tenger keleti felén felfedeztek egy állandó állományt is. A kontinentális selftől egészen a nyílt tengerig sokfelé megtalálható. Körülbelül 50 méteres mélységig merül le és akár 15 percig is visszatartja lélegzetét. E fajból főleg a Kelet-Csendes-óceánban élő állományt kutatták; ezt az állományt körülbelül 150 000 fősre becsülik.
Eme állat fosszilis maradványait megtalálták Európában a kora és középső pliocén kori rétegekben.

## Megjelenése
Közepes méretű delfinfaj; a felnőttek átlagos hossza 209-283 centiméter, testtömege 90-155 kilogramm; a hím nagyobb a nősténynél. Legfőbb jellemzői a kúpszerű feje és a keskeny „orra”; a barázdásfogú megnevezését a fogain levő, számos keskeny és rendezetlen kiemelkedésről kapta. Mindegyik állkapcsában körülbelül 38-56 fog ül. Más delfinektől eltérően a mellúszói hátrább helyezkednek el; azonban a nyílt vízen mégis összetéveszthető a Stenella- és Tursiops-fajokkal. A hátúszója 18-28 centiméter magas. A barázdásfogú delfin háti része és hátúszója sötétszürke, oldalai világosszürkék. Az idősebb példányok szájánál és hasi részein rózsaszínes, sárgás vagy fehéres minták láthatók.

## Életmódja
Általában 10-20 fős csoportokban úszik, de magányos vagy akár 90 fős csoportokat is észrevettek a kutatók. Általában a rokon példányok vannak egy csoportban; a nagyobb csoportok vadászati célból jönnek létre. Néha más delfinfélékkel, mint például a Globicephala-fajokkal és kis kardszárnyúdelfinekkel (Pseudorca crassidens) vagy akár bálnákkal is - hosszúszárnyú bálna (Megaptera novaeangliae) - társulnak. Tápláléka számos kisebb csontos halból és fejlábúakból áll. A barázdásfogú delfinre a kardszárnyú delfin (Orcinus orca) és a nagyobb cápák vadásznak. Kisebb mértékben az ember is vadássza, azonban többet öl meg véletlenül, amikor is tonhalakat halászik.

## Szaporodása
A szaporodási időszaka és a vemhesség időtartama nem ismert; azonban tudjuk, hogy egyszerre csak egy borjú jön a világra. Születésekor 100 centiméteres, és életének első öt évében gyorsan növekszik. Az ivarérettséget a nőstény körülbelül 6-10, míg a hím 5-10 évesen éri el.

## Képek

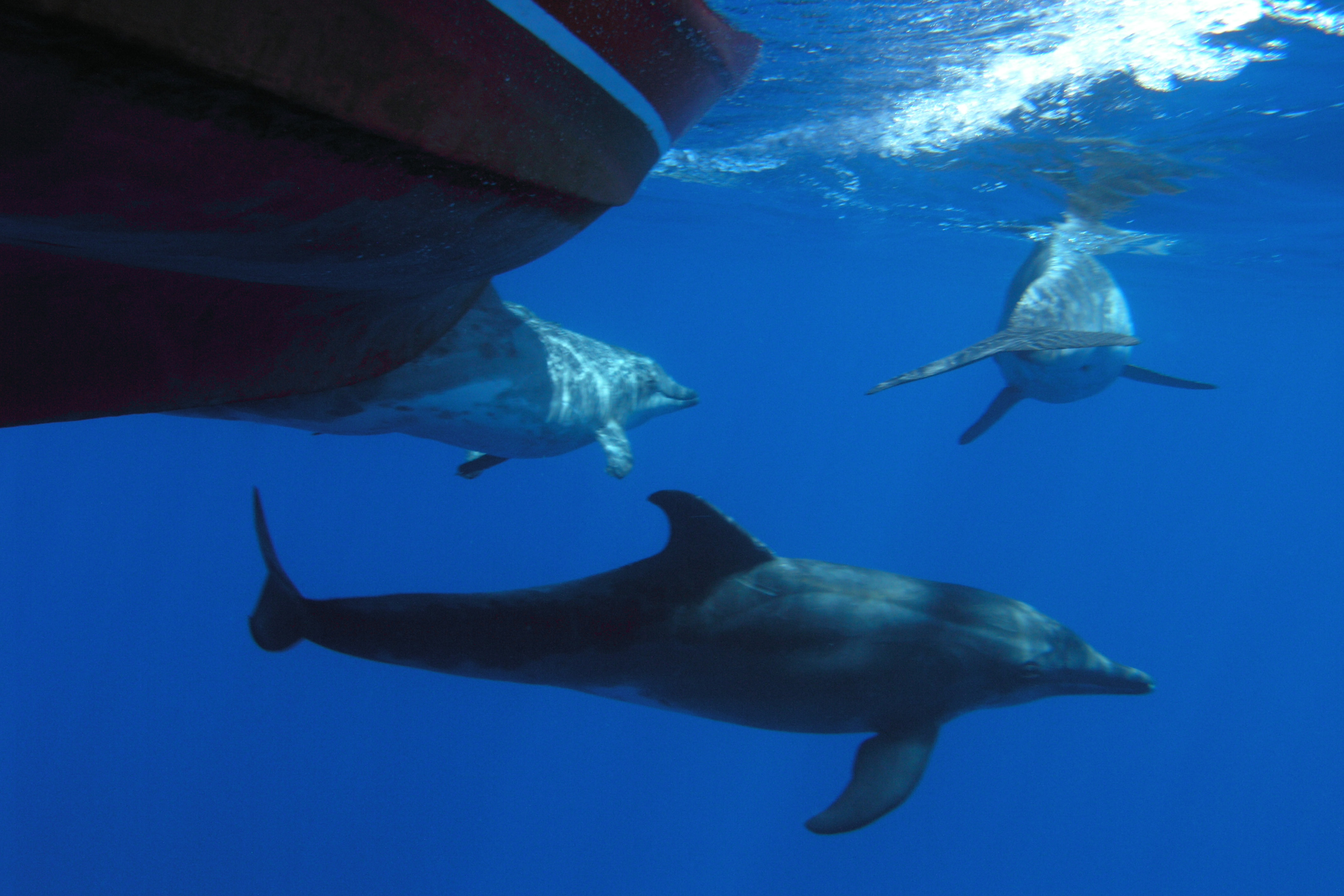
A
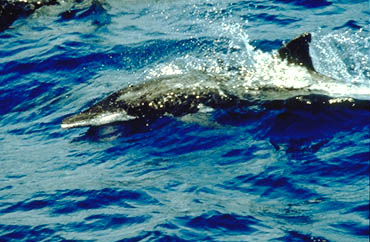
természetes
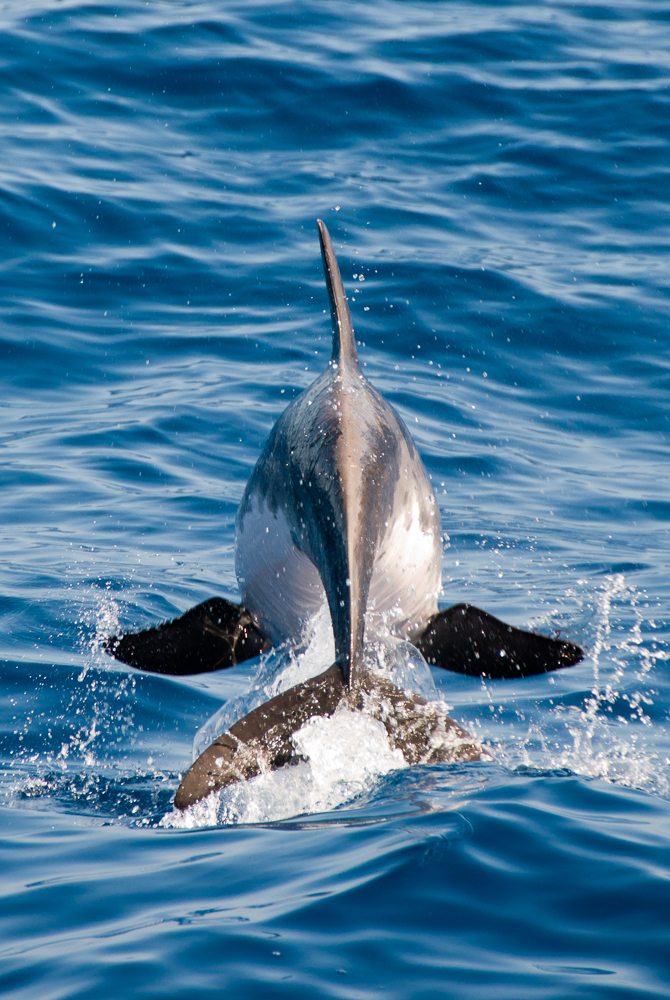
élőhelyén
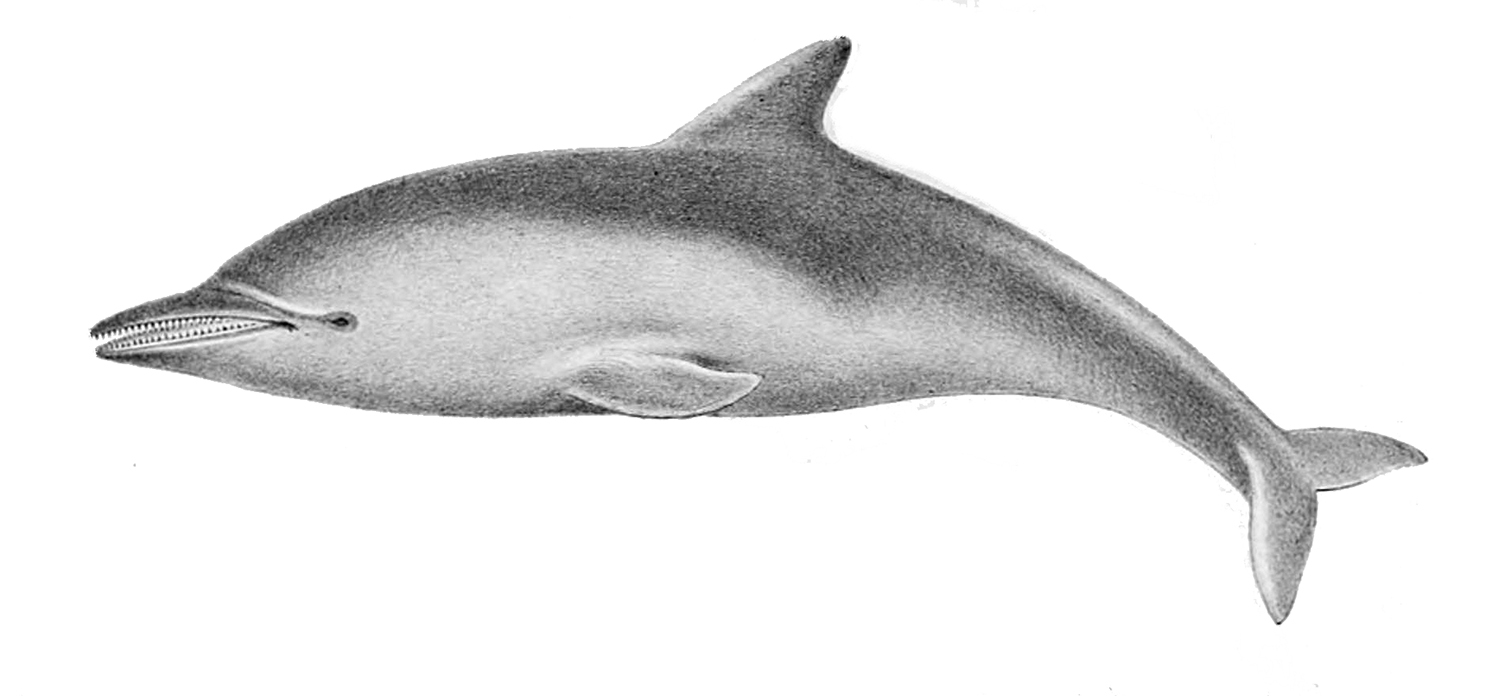
Rajz az állatról
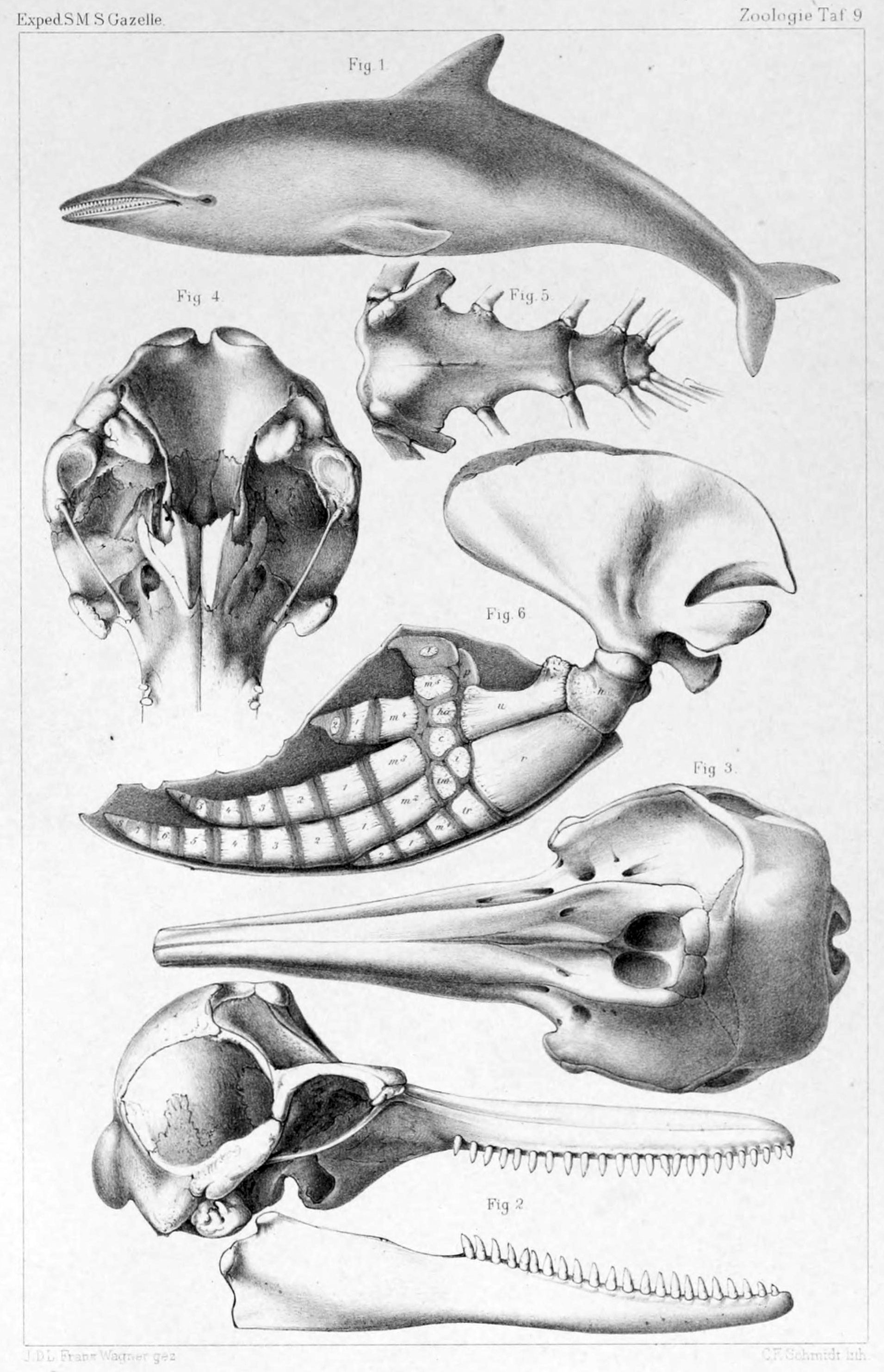
és a testrészeiről

### Fordítás
- Ez a szócikk részben vagy egészben  a   Rough-toothed dolphin című angol Wikipédia-szócikk ezen változatának fordításán alapul.  Az eredeti cikk szerkesztőit annak laptörténete sorolja fel. Ez a jelzés csupán a megfogalmazás eredetét és a szerzői jogokat jelzi, nem szolgál a cikkben szereplő információk forrásmegjelöléseként.